# Karl-Heinz Franke (General)
Karl-Heinz Franke (* 22. Dezember 1922 in Düsseldorf; † 29. Juni 1994 in Aurich-Popens) war ein deutscher Offizier, zuletzt Generalmajor der Bundeswehr. Er war unter anderem Kommandeur der Offizierschule der Luftwaffe und der 4. Luftwaffendivision.

## Leben

### Wehrmacht
Franke, Sohn eines Kaufmanns, trat 1941 in das Flieger-Ausbildungs-Regiment 33 in Detmold ein. 1942 erhielt er eine Ausbildung an der Luftkriegsschule 3 in Werder. Noch im selben Jahr schulte er auf der Flakschule Rerik um. 1942/43 war er bei der an der Kanalküste in Frankreich stehenden Flak-Gruppe Boulogne eingesetzt. 1943 besuchte er die Luftkriegsschule 6 in Bernau bei Berlin. 1943 war er als Meßoffizier und Flak-Kampfgruppenführer bei der Flakgruppe Palermo eingesetzt. 1944 besuchte er die Höhere Flak-Waffentechnische Schule in Halle (Saale). 1944/45 folgte die Versetzung zur schweren Flak-Batterie I/357. Im Mai 1945 geriet er als Leutnant (seit 1943) in Kriegsgefangenschaft.

### Nachkriegszeit
Im August 1945 wurde er bei den Streitkräften des Vereinigten Königreichs angestellt. Außerdem war er Dolmetscher beim British Red Cross in Düsseldorf. 1946/47 studierte er  an der Pädagogischen Akademie Essen. Von 1947 bis 1956 war er als Volks- und Realschullehrer in Düsseldorf tätig. Später engagierte er sich im Lions Club Ostfriesland-Nord.

### Bundeswehr
Beförderungen
- 1956 Oberleutnant
- 1957 Hauptmann
- 1962 Major
- 1966 Oberstleutnant
- 1970 Oberst
- 1973 Brigadegeneral
- 1975 Generalmajor

1956 trat er in die Bundeswehr ein und tat zunächst Dienst bei der Annahmeorganisation LAW im Wehrbereich III in Düsseldorf. Später wurde er Lehroffizier an der Fla-Schule Rendsburg. Von 1957 bis 1960 absolvierte er die Flugabwehrausbildung in Fort Bliss in El Paso, Texas. Danach war er Batteriechef beim Raketenbataillon 21 in Gelsenkirchen und Unna. 1962 wurde er S 3 Stabsoffizier beim Fla-Schullehrstab 3 in Aachen.
Von 1962 bis 1965 absolvierte er den 7. Generalstabslehrgang Luftwaffe an der Höheren Technischen Schule der Luftwaffe in Neubiberg und der Führungsakademie der Bundeswehr in Hamburg. 1965 wurde er Referent beim Führungsstab der Streitkräfte (Fü S) in Bonn. Von 1967 bis 1970 war er A 3 bei der 4. Luftwaffendivision in Aurich. 1969/70 absolvierte er das 35. NATO Defense College (NDC) in Rom. Danach war er Operationsstabsoffizier beim Internationalen Militärstab (IMS) in Brüssel.
1972/73 war er Kommandeur des Flugabwehrraketenregiments 13 in Soest. 1973 wurde er Kommandeur der Offizierschule der Luftwaffe in Neubiberg und 1975 der 4. Luftwaffendivision in Aurich. 1976 war er stellvertretender Kommandierender General des Luftflottenkommandos in Köln. Im selben Jahr wurde er aufgrund der Rudel-Affäre von Bundesverteidigungsminister Georg Leber zusammen mit dem Kommandierenden General, Walter Krupinski, in den einstweiligen Ruhestand versetzt.

## Auszeichnungen
- 1973: Verdienstkreuz am Bande des Verdienstordens der Bundesrepublik Deutschland